# Matthias Kaiser (Rennfahrer)

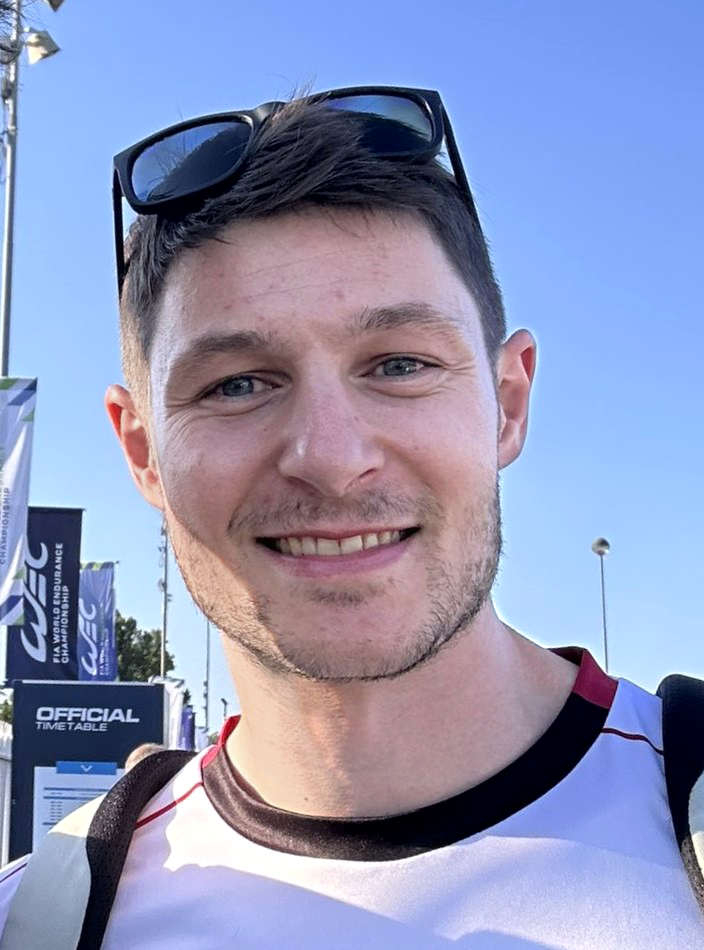
Matthias Kaiser 2023

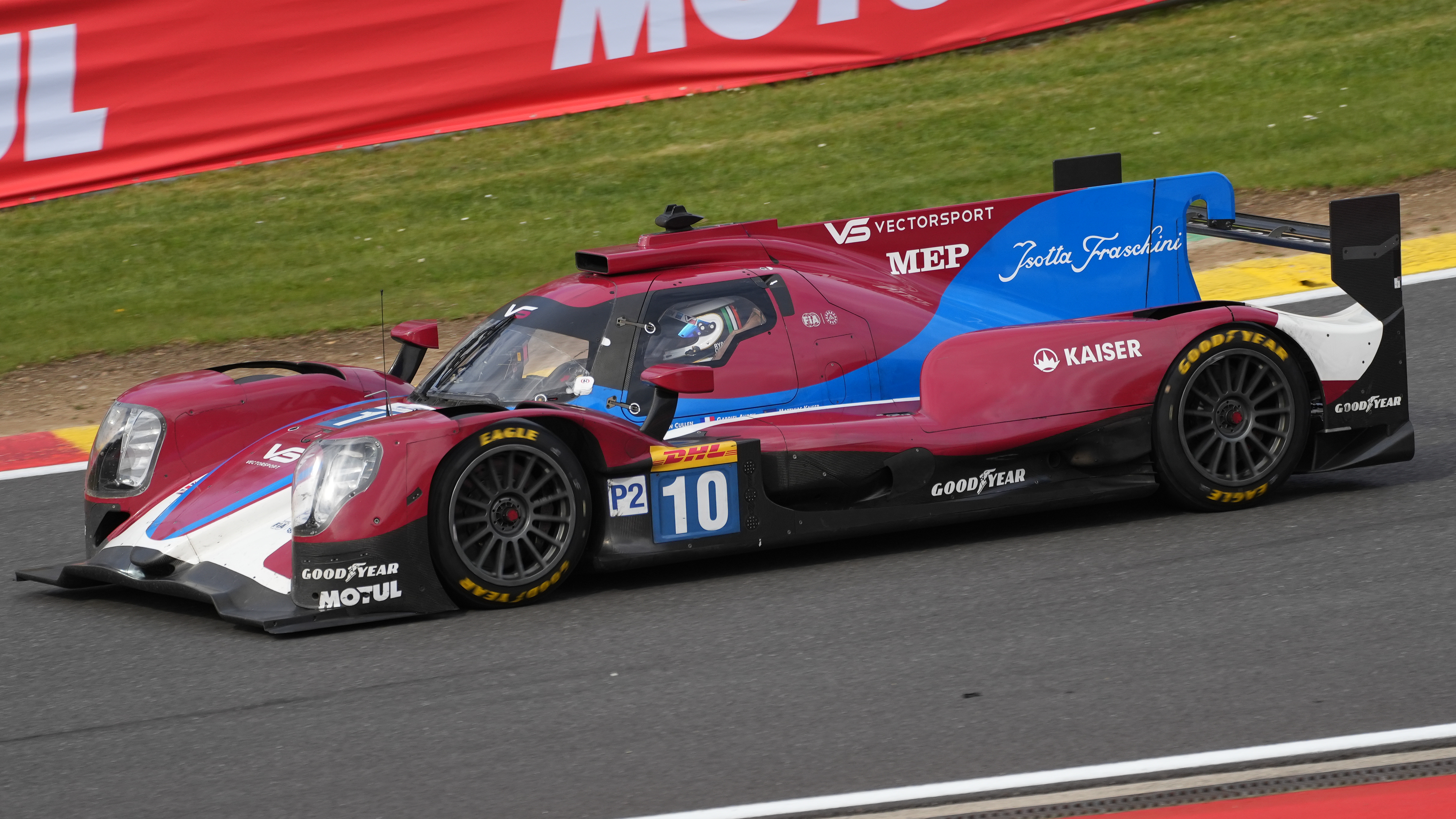
Der von Matthias Kaiser beim 6-Stunden-Rennen von Spa-Francorchamps 2023 gefahrene Oreca 07

Matthias Kaiser (* 22. Januar 1991 in Gamprin) ist ein Liechtensteiner Unternehmer und Autorennfahrer.

## Unternehmer
Matthias Kaiser entstammt der Liechtensteiner Unternehmerfamilie Kaiser. Die Kaiser AG, mit dem Stammsitz im Schaanwald, produziert an fünf Standorten in Europa und den Vereinigten Staaten unter anderem Recycling- und Trockensaugfahrzeuge. Matthias Kaiser leitet die Abteilung für Technische Entwicklung sowie die Produktion am US-amerikanischen Standort in Fort Morgan.

## Karriere als Rennfahrer
Seine Fahrerkarriere begann Matthias Kaiser im Sportwagensport. Er fuhr einen Ligier JS P3 und gewann damit 2018 die LMP3-Klasse der V de V Endurance Series und die Ultimate Cup Series 2019.
In der Folge startete er in der Asian- und European Le Mans Series und gab 2023 sein Debüt in der FIA-Langstrecken-Weltmeisterschaft. Gemeinsam mit Gabriel Aubry und Ryan Cullen steuerte er einen von Vector Sport gemeldeten Oreca 07. Bestes Ergebnis war der 16. Gesamtrang beim 24-Stunden-Rennen von Le Mans.

## Statistik

### Le-Mans-Ergebnisse
| Jahr | Team               | Fahrzeug | Teamkollege   | Teamkollege      | Platzierung | Ausfallgrund |
| ---- | ------------------ | -------- | ------------- | ---------------- | ----------- | ------------ |
| 2023 | Vector Sport       | Oreca 07 | Gabriel Aubry | Ryan Cullen      | Rang 15     |              |
| 2024 | Algarve Pro Racing | Oreca 07 | Olli Caldwell | Roman De Angelis | Rang 22     |              |
| 2025 | Algarve Pro Racing | Oreca 07 | Lorenzo Fluxá | Théo Pourchaire  | Rang 25     |              |

### Einzelergebnisse in der FIA-Langstrecken-Weltmeisterschaft
| Saison | Team               | Rennwagen | 1   | 2   | 3   | 4   | 5   | 6   | 7   | 8   |
| ------ | ------------------ | --------- | --- | --- | --- | --- | --- | --- | --- | --- |
| 2023   | Vector Sport       | Oreca 07  | SEB | POR | SPA | LEM | MON | FUJ | BAH |     |
| 2023   | Vector Sport       | Oreca 07  | 25  | 34  | DNF | 15  | DNF | 17  | DNF |     |
| 2024   | Algarve Pro Racing | Oreca 07  | KAT | IMO | SPA | LEM | SAO | AUS | FUJ | BAH |
| 2024   | Algarve Pro Racing | Oreca 07  | 22  |     |     |     |     |     |     |     |
| 2025   | Algarve Pro Racing | Oreca 07  | KAT | IMO | SPA | LEM | SAO | AUS | FUJ | BAH |
| 2025   | Algarve Pro Racing | Oreca 07  | 25  |     |     |     |     |     |     |     |